# Erebus jaintiana
Erebus jaintiana är en fjärilsart som beskrevs av Swinhoe 1896. Erebus jaintiana ingår i släktet Erebus och familjen nattflyn. Inga underarter finns listade i Catalogue of Life.